# Wainscott (Nowy Jork)
Wainscott – jednostka osadnicza w Stanach Zjednoczonych, w stanie Nowy Jork, w hrabstwie Suffolk.